# USS Portland (CA-33)
USS Portland (CL/CA–33) là một tàu tuần dương hạng nặng của Hải quân Hoa Kỳ, là chiếc dẫn đầu trong lớp của nó vốn bao gồm cả chiếc Indianapolis. Nó là chiếc tàu chiến đầu tiên của Hải quân Mỹ được đặt cái tên này, và là chiếc duy nhất đươc đặt theo tên thành phố Portland thuộc tiểu bang Maine. Portland đã hoạt động tại Mặt trận Thái Bình Dương trong suốt Chiến tranh Thế giới thứ hai, tham gia hầu hết các chiến dịch chủ yếu, đã sống sót qua cuộc chiến và được tặng thưởng 16 Ngôi sao Chiến trận trước khi ngừng hoạt động vào năm 1946 và bị tháo dỡ vào năm 1959.

## Thiết kế và chế tạo

### Thiết kế
Portland là chiếc dẫn đầu cho lớp tàu tuần dương hiệp ước thứ ba được Hải quân Hoa Kỳ chế tạo sau Hiệp ước Hải quân Washington năm 1922, sau hai chiếc lớp Pensacola đặt hàng năm 1926 và sáu chiếc lớp Northampton đặt hàng năm 1927. Portland được thiết kế với trọng lượng choán nước tiêu chuẩn 10.258 tấn Anh (10.423 t), và lên đến 12.755 tấn Anh (12.960 t) khi đầy tải. Tuy nhiên trong thực tế nó chỉ có trọng lượng choán nước tiêu chuẩn 9.800 tấn Anh (10.000 t) khi hoàn tất. Vào năm 1943, nó được bổ sung một cột ăn-ten ba chân nhẹ phía trước ống khói thứ hai, và một trạm điều khiển hỏa lực dự phòng phía sau tàu.
Mỗi chiếc trong số turbine hơi nước hộp số Parsons của Portland dẫn động một trục chân vịt, và hơi nước được cung cấp bởi tám nồi hơi Yarrow. Hệ thống động lực này cung cấp tổng công suất 107.000 mã lực càng (80.000 kW), cho phép con tàu đạt được tốc độ tối đa 32 hải lý trên giờ (59 km/h; 37 mph). Trong thực tế nó đạt đến tốc độ 32,7 hải lý trên giờ (60,6 km/h; 37,6 mph) khi chạy thử máy. Khi đi biển con tàu bị chòng chành đáng kể cho đến khi được bổ sung những nẹp vây dưới lườn tàu.  Nó được thiết kế để có tầm hoạt động 10.000 hải lý (19.000 km; 12.000 mi) ở tốc độ đường trường 15 hải lý trên giờ (28 km/h; 17 mph).
Con tàu được trang bị dàn pháo chính gồm chín khẩu hải pháo 8 inch/55 caliber Mark 9 trên ba tháp pháo ba nòng, được phân bổ hai tháp pháo bắn thượng tầng phía trước và một phía sau. Nó được trang bị tám khẩu pháo 5 inch/25 caliber cho mục đích phòng không, và cũng có hai khẩu pháo chào QF 3 pounder Hotchkiss. Vào năm 1945, do không kích tự sát của đối phương trở thành mối đe dọa chính của con tàu, dàn hỏa lực phòng không được nâng cấp với 24 khẩu Bofors 40 mm, bố trí trên bốn bệ bốn nòng và bốn bệ nòng đôi. Nó cũng được tăng cường 17 khẩu Oerlikon 20 mm nòng đơn.
Portland nguyên được thiết kế với lớp giáp dày 1 inch (25 mm) cho sàn tàu và mặt hông, nhưng trong quá trình chế tạo lớp giáp này được tăng cường.  Khi hoàn tất, đai giáp của nó dày 3,25 in (83 mm) nhưng tăng lên 5 in (130 mm) tại khu vực quanh hầm đạn. Vỏ giáp dày từ 2 in (51 mm) cho đến các vách ngăn dày 5,75 in (146 mm), trong khi lớp giáp cho sàn chính dày 2,5 in (64 mm). Lớp giáp cho các tháp pháo nhỏ dày 1,5 in (38 mm), cho tháp điều khiển hỏa lực là 2,5 in (64 mm) và cho tháp chỉ huy là 1,25 in (32 mm).
Ngoài ra lớp Portland cũng được thiết kế nhằm phục vụ trong vai trò soái hạm cho hạm đội, với tiện nghi chỗ ở và làm việc cho vị đô đốc cùng ban tham mưu của ông. Nó được trang bị hai máy phóng máy bay phía giữa tàu,  và có thể mang theo tối đa bốn thủy phi cơ trong hầm chứa dành riêng. Thủy thủ đoàn đầy đủ của con tàu là 848 người trong thời bình,  tăng lên 952 trong thời chiến, và có thể đến 1.229 người khi nó hoạt động trong vai trò soái hạm của hạm đội.

### Chế tạo
Được đặt hàng cho Hải quân Hoa Kỳ trong năm tài chính 1930, thoạt tiên Portland được xem như một tàu tuần dương hạng nhẹ vì chỉ có vỏ giáp mỏng, và mang ký hiệu lườn CL-33. Nó được xếp lại lớp thành một tàu tuần dương hạng nặng, vì được trang bị pháo 8-inch, và mang ký hiệu lườn mới CA-33 vào ngày 1 tháng 7 năm 1931 theo quy ước mới của Hiệp ước Hải quân London năm 1930.
Kế hoạch chế tạo Portland được chấp thuận vào ngày 13 tháng 2 năm 1929; và nó được đặt lườn bởi hãng Bethlehem Steel Co., Shipbuilding Div. tại Quincy, Massachusetts vào ngày 17 tháng 2 năm 1930. Nó được hạ thủy vào ngày 21 tháng 5 năm 1932; được đỡ đầu bởi cô Mary Doughty, con gái Ralph D. Brooks thị trưởng thành phố Portland; và được đưa ra hoạt động vào ngày 23 tháng 2 năm 1933 dưới quyền chỉ huy của hạm trưởng Đại tá Hải quân Herbert F. Leary. Thủy thủ con tàu sau này đặt tên lóng cho nó là "Sweat Pea".

## Lịch sử hoạt động

### Những năm giữa hai cuộc thế chiến
Rời Boston ngày 1 tháng 4 năm 1933, chiếc tàu tuần dương đi đến vịnh Gravesend, New York vào chiều tối ngày 3 tháng 4. Đêm hôm sau, nó nhận được tin tức về việc chiếc khí cầu Akron bị rơi ngoài biển. Trong vòng 36 phút, chiếc tàu tuần dương mới đã khởi hành khẩn trương đi tiếp cứu, và là chiếc tàu hải quân đầu tiên đến nơi xảy ra tai nạn, thực hiện những công việc tìm kiếm và cứu nạn ngay lập tức. Trong số 73 người bị tử nạn trong thảm họa này có Đô đốc William Moffett, Trưởng Văn phòng Hàng không Hải quân.
Portland khởi hành từ San Diego, California vào ngày 2 tháng 10 năm 1935 tháp tùng chiếc Houston trong chuyến đi cùng Tổng thống Franklin Roosevelt. Sau khi ghé qua Panama và nhiều cảng khác, hai chiếc tàu tuần dương quay trở về Charleston, Nam Carolina, nơi Tổng thống rời tàu.
Trong đợt cơ động cùng với Hạm đội Thái Bình Dương, Portland lần đầu tiên vượt qua đường xích đạo vào ngày 20 tháng 5 năm 1936. Từ lúc đó cho đến khi Chiến tranh Thế giới thứ hai nổ ra, nó tham gia những cuộc huấn luyện trong thời bình cùng các cuộc viếng thăm hữu nghị như một đơn vị của Hải đội Tuần dương 5 thuộc Lực lượng Tuần tiễu.

### 1942
Khi Nhật Bản tấn công Trân Châu Cảng, Portland đã rời khỏi cảng được hai ngày, đang trên đường đi đến Midway cùng một đội tàu sân bay. Từ tháng 12 năm 1941 đến ngày 1 tháng 5 năm 1942, nó hoạt động trong khu vực giữa Bờ Tây Hoa Kỳ, Hawaii và Fiji.
Portland phục vụ trong thành phần Lực lượng Tấn công của Chuẩn Đô đốc Thomas C. Kinkaid từ ngày 4 đến ngày 8 tháng 5, khi một lực lượng đổ bộ Nhật Bản buộc phải tháo lui khỏi cảng Moresby, New Guinea trong trận chiến biển Coral kéo dài hai ngày. Khi chiếc tàu sân bay Lexington bị mất, chiếc tàu tuần dương đã đón lên tàu 722 người sống sót. Nó hoạt động hộ tống các tàu sân bay cùng với Lực lượng Đặc nhiệm 17 của Chuẩn Đô đốc Frank J. Fletcher trong trận Midway từ ngày 2 đến ngày 6 tháng 6, nơi mà Nhật Bản bị mất bốn tàu sân bay hạm đội chủ lực. Sau đó Portland bảo vệ và hỗ trợ cho các cuộc đổ bộ lực lượng Thủy quân Lục chiến lên Tulagi và Guadalcanal từ ngày 7 đến ngày 9 tháng 8. Nó tiếp tục ở lại khu vực này hỗ trợ cho Chiến dịch Guadalcanal và để bảo vệ các tuyến đường liên lạc của lực lượng Đồng Minh.

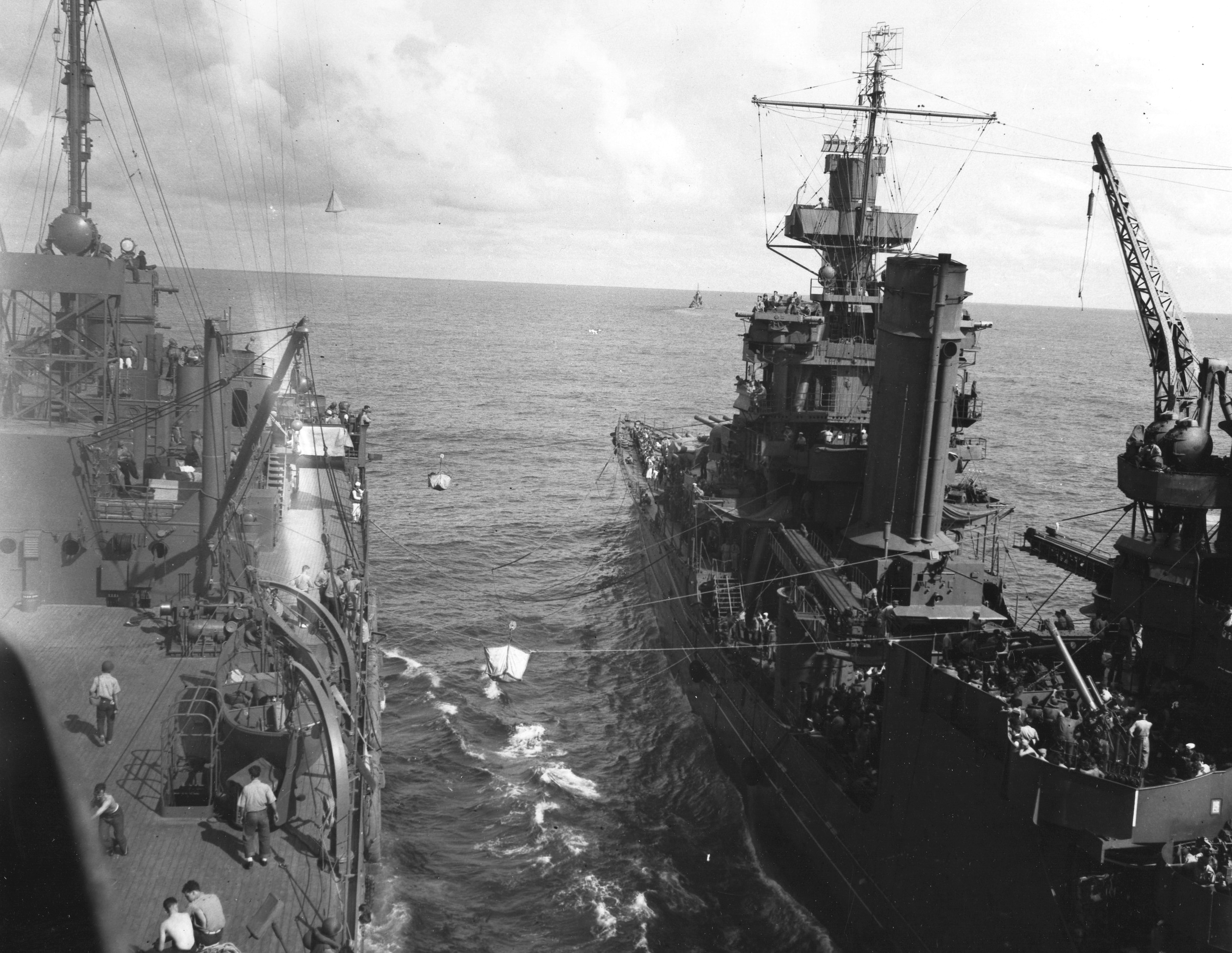
Portland (phải) đang chuyển những người còn sống sót của tàu sân bay sang chiếc tàu tiếp liệu tàu ngầm (trái) vào ngày 7 tháng 6 năm 1942 sau trận Midway.

Chiếc tàu tuần dương đã tham gia trận chiến Đông Solomons từ ngày 23 đến ngày 25 tháng 8, khi lực lượng Đồng Minh ngăn chặn một đợt tăng cường lực lượng Nhật Bản tại quần đảo Solomons bởi một hạm đội hải quân lớn dưới quyền Đô đốc Yamamoto Isoroku. Sau đó nó di chuyển về phía Nam tham gia trận chiến quần đảo Santa Cruz từ ngày 26 đến ngày 27 tháng 10 trong thành phần lực lượng hộ tống cho chiếc tàu sân bay Enterprise. Hai tuần sau, nó lại tham gia trận Hải chiến Guadalcanal từ ngày 12 đến ngày 15 tháng 11 đưa đến hậu quả thiệt hại nặng nề cho cả hai bên, nhưng phá vỡ một nỗ lực lớn của quân Nhật nhằm ngăn cản sự đổ bộ lực lượng 6.000 quân Mỹ lên Guadalcanal, bắn phá sân bay Henderson tại đây, và đổ bộ lực lượng 7.000 quân của chính họ lên đảo này.
Trong quá trình trận đánh này diễn ra vào ngày 13 tháng 11, Portland trúng phải một quả ngư lôi lúc 1 giờ 58 phút bên mạn phải, làm hỏng cả hai chân vịt giữa, kẹt bánh lái ở một góc 5° sang mạn phải, và làm kẹt tháp pháo số 3 không thể xoay hay nâng. Một độ nghiêng 4° nhanh chóng được cân bằng, nhưng hư hại của bánh lái không thể khắc phục và con tàu bị buộc phải di chuyển theo một vòng tròn rộng qua mạn phải.
Vào cuối vòng tròn thứ nhất, các khẩu pháo phía trước của Portland khai hỏa vào chiếc thiết giáp hạm Hiei, lúc này bị chiếu sáng bởi các con tàu đang cháy gần đó và pháo sáng. Đối phương phản pháo, nhưng mọi loạt đạn đều trượt qua chiếc tàu tuần dương. Với bốn loạt đạn pháo, Portland thành công trong việc bắn cháy chiếc tàu chiến Nhật. Một lần nữa lúc 6 giờ 30 phút, vẫn còn chạy vòng tròn, Portland nổ súng vào xác tàu đã bỏ lại của chiếc tàu khu trục Yudachi ở khoảng cách 10 km (6 dặm). Sau loạt đạn thứ sáu, Yudachi nổ tung, lật nghiêng và chìm trong vòng năm phút.

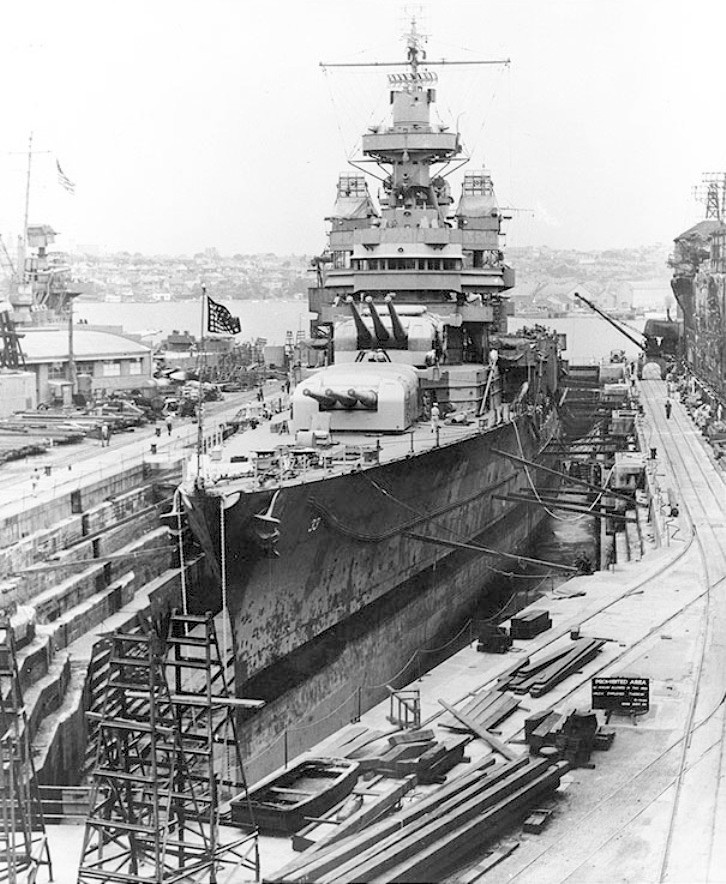
Portland ở trong ụ tàu tại Sydney, Australia vào tháng 12 năm 1942, để sửa chữa những hư hại sau trận Hải chiến Guadalcanal.

Dưới sự giúp đỡ của một xuồng đổ bộ, một tàu huấn luyện và một tàu kéo, Portland quay trở về được Tulagi vào ngày 14 tháng 11. Từ đây, nó được kéo về Sydney, Australia để được sửa chữa tạm thời trước khi được đại tu toàn bộ tại Hoa Kỳ. Sau các chặng dừng ngắn tại Samoa thuộc Mỹ và Trân Châu Cảng, con tàu về đến xưởng hải quân Mare Island vào ngày 3 tháng 3 năm 1943.

### 1943–1944
Sau khi tiến hành huấn luyện hoạt động tại vùng biển ngoài khơi Nam Californian, Portland lên đường hướng đến quần đảo Aleut vào cuối tháng 5, đến nơi vào ngày 11 tháng 6 và tiến hành bắn pháo xuống Kiska vào ngày 26 tháng 7. Sau khi hỗ trợ cho một cuộc đổ bộ trinh sát lên đảo Kiska nhỏ vào ngày 17 tháng 8, nó quay trở về Trân Châu Cảng vào ngày 23 tháng 9, từ đây đi đến San Francisco vào đầu tháng 10, rồi quay trở lại Trân Châu Cảng vào giữa tháng 10.
Từ tháng 11 năm 1943 đến tháng 2 năm 1944, Portland tham gia Chiến dịch quần đảo Gilbert và Marshall. Sau đó nó hộ tống cho các tàu sân bay trong các cuộc không kích lên Palau, Yap, Ulithi và Woleai trong các ngày 30 tháng 3 và 1 tháng 4.
Portland di chuyển cùng với một lực lượng tàu sân bay với nhiệm vụ hỗ trợ cho cuộc đổ bộ lên khu vực Hollandia (nay là Jayapura) và Tanahmerah thuộc New Guinea trong các ngày 21–24 tháng 4. Di chuyển lên phía Bắc, lực lượng này tiếp tục tấn công Truk; và cùng với năm tàu tuần dương và tàu khu trục khác, Portland nả pháo lên Satawan thuộc Nomei.
Sau một loạt các hoạt động này Portland quay trở về xưởng hải quân Mare Island để đại tu, và kịp hoàn tất để quay trở lại khu vực Tây Thái Bình Dương tiến hành bắn pháo chuẩn bị cho cuộc đổ bộ lên Peleliu trong các ngày 12–14 tháng 9, rồi trực tiếp hỗ trợ cho cuộc đổ bộ lên Peleliu trong ngày 15 tháng 9. Trong bốn ngày tiếp theo sau, các khẩu pháo của nó đã tiêu diệt các vị trí đối phương đe dọa sự tiến quân của lực lượng Đồng Minh. Nó tiếp tục bắn pháo hỗ trợ tại Peleliu cho đến ngày 29 tháng 9, trước khi lên đường hướng đến cảng Seeadler, đảo Manus thuộc quần đảo Admiralty.
Kế tiếp Portland tham gia vào một lực lượng hùng hậu chuẩn bị cho một chiến dịch đổ bộ lớn vào miền Trung Philippines. Nó đi đến ngoài khơi đảo Leyte vào ngày 17 tháng 10, tiến vào vịnh ngày hôm sau, hai ngày trước khi diễn ra đổ bộ. Trong hai ngày này các khẩu pháo của nó vô hiệu hóa các vị trí do đối phương chiếm giữ nhằm chuẩn bị cho cuộc đổ bộ.
Trong đêm 24 tháng 10, một lực lượng Nhật Bản đáng kể bao gồm hai thiết giáp hạm, một tàu tuần dương hạng nặng và bốn tàu khu trục đã hướng đến eo biển Surigao với một ý định rõ ràng muốn tiêu diệt những tàu bè đổ bộ trong vịnh Leyte. Hạm đội Nhật Bản tiến lên theo đội hình hàng dọc băng qua eo biển trong đêm tối, trong khi Portland cùng các tàu đồng đội đã chắn ngang phía trước lối ra khỏi eo biển, cắt ngang chữ T đội hình đối phương. Lực lượng Nhật Bản trước tiên đụng độ với những chiếc PT boat, rồi sau đó là sự phối hợp ba đợt tấn công bằng ngư lôi của các tàu khu trục, và cuối cùng là hải pháo hủy diệt của các thiết giáp hạm và tàu tuần dương Mỹ ở rìa phía Bắc của eo biển. Kết quả của trận chiến eo biển Surigao là một thất bại thảm hại cho phía Nhật, khi họ bị mất hai thiết giáp hạm và ba tàu khu trục.

### 1945

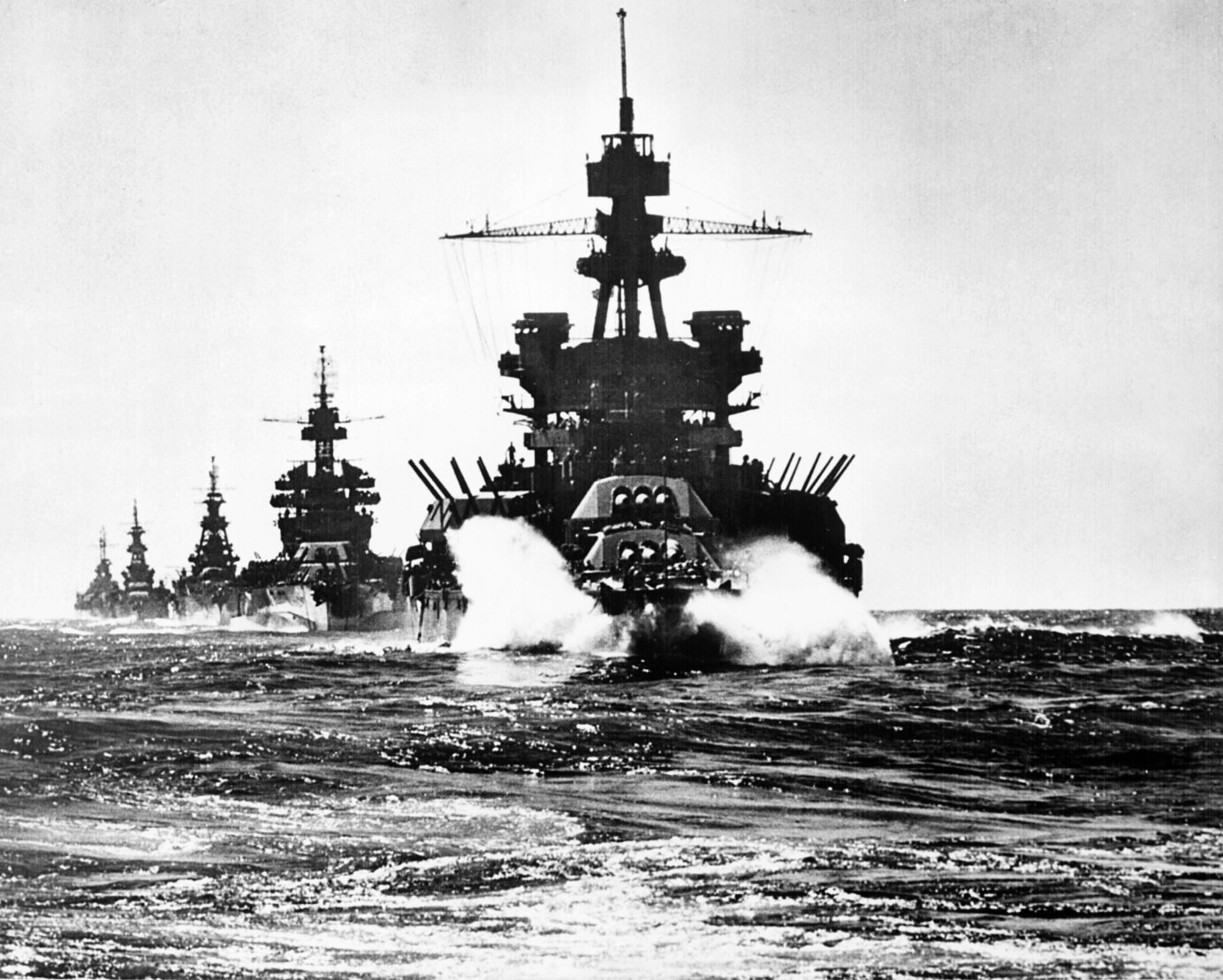
Thiết giáp hạm đang dẫn đầu,, Portland và tiến vào vịnh Lingayen, tháng 1 năm 1945.

Từ ngày 3 tháng 1 đến ngày 1 tháng 3 năm 1945, Portland tham gia các hoạt động tại vịnh Lingayen và Corregidor. Đi đến ngoài khơi vịnh Lingayen vào ngày 5 tháng 1, nó tiến hành nả pháo xuống khu vực phụ cận mũi Bolinao, nó tiến vào vịnh cùng ngày hôm đó và nả pháo xuống khu vực bờ biển phía Đông, nhưng đã phải ngừng ngay hoạt động này khi một đợt tấn công tự sát lớn ập đến. Portland đi vào vịnh Manila vào ngày 15 tháng 2, và tiến hành nả pháo xuống khu vực bờ biển phía Nam Corregidor chuẩn bị cho các cuộc đổ bộ tại đây. Nó quay trở về vịnh Leyte vào ngày 1 tháng 3 cho đợt rảnh rỗi đầu tiên để sửa chữa và bổ sung tiếp liệu trong vòng năm tháng.
Từ ngày 26 tháng 3 đến ngày 20 tháng 4, trong khi tiến hành các hoạt động hỗ trợ cho cuộc đổ bộ lên Okinawa, Portland chịu đựng 24 cuộc không kích, bắn rơi bốn máy bay đối phương và hỗ trợ cho việc tiêu diệt thêm hai chiếc khác. Từ ngày 8 tháng 5 đến ngày 17 tháng 6, nó tham gia bắn pháo rồi chiếm đóng Okinawa, cho đến khi khởi hành vào ngày 17 tháng 6 hướng về Leyte để bảo trì và tiếp liệu. Tại vịnh Buckner vào ngày 6 tháng 8, nó lại được bảo trì và sửa chữa.

### Sau chiến tranh
Cùng với việc kết thúc hoạt động chiến sự, Portland được phân làm soái hạm của Phó Đô đốc George D. Murray, Tư lệnh quần đảo Mariana, người sẽ tiếp nhận sự đầu hàng tại quần đảo Caroline. Chiếc tàu tuần dương đi đến đảo san hô Truk, và tại đây Đô đốc Murray thay mặt cho Thủy sư Đô đốc Chester Nimitz tiếp nhận sự đầu hàng chính thức của các sĩ quan quân đội Nhật Bản cao cấp và viên chức dân sự trong nghi lễ được tổ chức trên chiếc Portland.
Portland dừng lại tại Trân Châu Cảng từ ngày 21 đến ngày 24 tháng 9, nhân lên tàu 600 binh lính để đưa trở về Hoa Kỳ. Băng qua kênh đào Panama vào ngày 8 tháng 10, nó tiếp tục hướng về Hoa Kỳ, ở lại cảng Portland, Maine cho các hoạt động lễ hội nhân Ngày Hải quân 27 tháng 10. Nó quay về xưởng hải quân Philadelphia vào ngày 11 tháng 3 năm 1946 tiến hành các chuẩn bị trước khi đưa về Hạm đội Dự bị. Nó được cho ngừng hoạt động tại Philadelphia vào ngày 12 tháng 7 năm 1946 và tiếp tục ở trong tình trạng dự bị cho đến khi được rút khỏi danh sách Đăng bạ Hải quân vào ngày 1 tháng 3 năm 1959. Chiếc tàu tuần dương được bán cho hãng Union Mineral and Alloys Corp., thành phố New York vào ngày 6 tháng 10, và được tháo dỡ tại xưởng tàu Wainwright, Panama City, Florida trong năm 1961– 1962.

## Phần thưởng
Portland được tặng thưởng 16 Ngôi sao Chiến trận do thành tích phục vụ trong Chiến tranh Thế giới thứ hai.
|             |  |                                                       |
| Bronze star |  | Silver star · Silver star · Silver star · Bronze star |
|             |  |                                                       |

| Dãi băng Hoạt động Tác chiến                                  | Dãi băng Hoạt động Tác chiến             | Đơn vị Tuyên dương Hải quân              | Đơn vị Tuyên dương Hải quân                                             |
| Huân chương Phục vụ Phòng vệ Hoa Kỳ với 1 Ngôi sao Chiến trận | Huân chương Chiến dịch Hoa Kỳ            | Huân chương Chiến dịch Hoa Kỳ            | Huân chương Chiến dịch Châu Á-Thái Bình Dương với 3 Ngôi sao Chiến trận |
| Huân chương Chiến thắng Thế Chiến II                          | Đơn vị Tuyên dương Tổng thống Philippine | Đơn vị Tuyên dương Tổng thống Philippine | Huân chương Giải phóng Philippine (Philippine)                          |